# Krogulec chiński
Krogulec chiński (Tachyspiza soloensis) – gatunek średniej wielkości ptaka drapieżnego z rodziny jastrzębiowatych (Accipitridae), występujący we wschodniej i południowo-wschodniej Azji. Nie wyróżnia się podgatunków.
Morfologia
Grzbiet ma odcień ciemnoszary, klatka piersiowa w jasnorude pasy. Wewnętrzne strony skrzydeł są białe, lotki pierwszorzędowe biało-czarne, pokrywy skrzydłowe płowo-różowe, oczy czerwonawe. Samice mają ciemniejszą klatkę piersiową i brzuch oraz żółte oczy. Osobniki tego gatunku osiągają długość 29–35 cm.
Występowanie
Gody odbywają się od maja do sierpnia w skrajnie wschodniej Rosji (Kraj Nadmorski), Korei, wschodnich i środkowych Chinach oraz na Tajwanie. Krogulce chińskie co roku migrują wzdłuż wschodnich wybrzeży Azji, przebywając do 7000 km. Zimują w południowo-wschodnich Chinach, na wyspie Hajnan, w Indochinach, Indonezji, na Filipinach, zachodniej Nowej Gwinei, rzadko w zachodniej Mikronezji. Prawdopodobnie pojawiały się też w archipelagu Aleutów, w Ameryce Północnej.
Ekologia i zachowanie
Zamieszkuje obrzeża lasów, lasy poddawane selektywnej wycince, tereny zadrzewione, tereny otwarte porośnięte gdzieniegdzie drzewami, lekko zalesione uprawy i pola ryżowe.
Samice składają od 2 do 5 jaj. Przedstawiciele tego gatunku żywią się żabami, jaszczurkami i dużymi owadami. Zdobywają pożywienie zarówno z ziemi, jak i z powietrza.
Status
Międzynarodowa Unia Ochrony Przyrody (IUCN) uznaje krogulca chińskiego za gatunek najmniejszej troski (LC – least concern) nieprzerwanie od 1988 roku. Liczebność populacji szacuje się na 100–500 tysięcy dorosłych osobników. Trend liczebności populacji uznaje się za spadkowy.